# The Book of Mormon (musical)
The Book of Mormon és un musical satíric amb llibret, música i lletres de Trey Parker, Robert Lopez i Matt Stone. La trama central gira entorn d'Elder Price i Elder Cunningham, dos joves missioners de l'Església de Jesucrist dels Sants dels Darrers Dies, que són enviats a un llogaret remot d'Uganda per a educar els nadius en la fe mormona. No obstant això, aviat descobriran que la població local té altres preocupacions més urgents que atendre.
L'espectacle va debutar el 2011 en el Eugene O'Neill Theatre de Broadway, amb Andrew Rannells i Josh Gad en els papers protagonistes,  i ràpidament es va convertir en un èxit de crítica i públic, i va obtenir multitud de reconeixements, entre els quals s'inclouen nou premis Tony. En l'actualitat ocupa l'onzè lloc de la llista d'espectacles de més permanència en cartell en la història de Broadway i acumula uns ingressos de més de 800 milions de dòlars.
Des de l'estrena novaiorquesa, The Book of Mormon també ha pogut veure's a Londres i en nombroses ciutats arreu del món.

## Argument

### Acte I
En un centre de formació per a missioners mormons de Utah, Elder Kevin Price assaja al costat dels seus companys de classe el mètode porta a porta per a captar nous membres de l'Església de Jesucrist dels Sants dels Darrers Dies («Hello!»). Price pensa que si resa prou serà enviat com a missioner al seu lloc favorit del món: Orlando. No obstant això, aviat descobreix que el seu destí és un llogaret remot en el nord d'Uganda i que el seu company de missió és Elder Arnold Cunningham, un jove insegur i sense habilitats socials obsessionat amb la cultura pop («Two by Two»). Malgrat la decepció inicial, Price continua creient que està destinat a fer una cosa important, mentre que Cunningham simplement se sent feliç per haver trobat un amic («You and Me (But Mostly Me)»).
En arribar al llogaret, Price i Cunningham són assaltats a punta de pistola pels soldats del senyor de la guerra local, el general Butt Fucking Naked. Mafala Hatimbi, el seu guia a Uganda, els dona la benvinguda i els vilatans comparteixen les penúries que han de suportar sota el puny de ferro del general. Per a suportar millor la seva existència, els vilatans repeteixen una frase que es tradueix com «Que et fotin, Déu!» («Hasa Diga Eebowai»).
Nabulungi, la filla de Hatimbi, acompanya a Price i Cunningham a les seves dependències. Allí coneixen a la resta de missioners, que malgrat portar temps assentats en la zona no han estat capaces de convertir a una sola persona. Elder McKinley, el líder del grup, aconsella a Price i Cunningham mantenir a ratlla els problemes evitant pensar en ells («Turn It Off»). Quan s'adormen aquesta nit, Price confessa sentir-se una miqueta sobrepassat, però Cunningham li assegura que junts aconseguiran el seu propòsit i que ell sempre estarà al seu costat («I Am Here for You»).
L'endemà al matí, Price, amb l'ajuda de Cunningham, intenta impressionar als vilatans contant-los la sorprenent història de Joseph Smith i com els primers mormons van arribar a establir-se en la terra promesa de Salt Lake City, però cap d'ells sembla estar massa interessat («All-American Prophet»). En aquest moment apareix el general i exigeix la mutilació genital de totes les dones abans que acabi la setmana. El general silencia les queixes dels vilatans executant a un d'ells. Hatimbi ordena a Nabulungi que es quedi a casa i no obri la porta a ningú, però ella protesta perquè no vol viure sotmesa. Tota sola, la jove recorda la promesa de Price d'un paradís en la terra i somia amb una vida millor a Salt Lake City («Sal Tlay Ka Siti»).
El president de la missió sol·licita un informe de progrés provocant el nerviosisme de McKinley i la resta del grup, ja que encara no han aconseguit ni un sol bateig. Commocionat per l'execució i les dures condicions d'Uganda, Price decideix deixar-ho tot i sol·licitar un trasllat a Orlando. Cunningham intenta retenir-lo, però el seu company de missió marxa sense contemplacions («I Am Here for You (Represa)»). Nabulungi arriba buscant a Price i es troba a un desmoralitzat Cunningham. Ella li diu que ha parlat amb els seus veïns i que finalment estan llestos per a rebre els ensenyaments mormons. Cunningham s'arma de valor i accepta el desafiament de prendre el control de la situació («Man Up»).

### Acte II
Els vilatans senten Cunningham llegir el Llibre de Mormó, però no triguen a desmotivar-se perquè les doctrines de l'Església són alienes als problemes reals d'Uganda. Desesperat, el jove missioner comença a afegir elements de ciència-ficció i fantasia, aconseguint captar l'atenció dels ugandesos. Cunningham se sent culpable per faltar a la veritat, encara que decideix continuar endavant en veure que per fi està ajudant a la gent («Making Things Up Again»). Mentrestant, un exultant Price arriba a Orlando, però els remordiments per haver abandonat al seu company comencen a assaltar-li. De sobte es troba en l'infern i té visions terrorífiques de Jesús, Satanàs, Genguis Kan, Jeffrey Dahmer, Adolf Hitler i Johnnie Cochran («Spooky Mormon Hell Dream»). Price entra en pànic fins que desperta i descobreix que només era un malson i que encara segueix a Uganda. Penedit, el jove decideix quedar-se a la missió i complir amb la seva comesa.
Cunningham anuncia que diversos vilatans estan interessats a unir-se a l'Església, però McKinley adverteix que, tret que el general ho permeti, ningú es batejarà. Price veu l'oportunitat de demostrar la seva vàlua i dur a terme la missió per a la qual va néixer. Reafirmant-se en la seva fe, el jove veurà al general amb el Llibre de Mormó a la mà, disposat a convertir-lo («I Believe»). No obstant això, les coses no surten segons el planejat i el general s'emporta a Price a ròssec.
Nabulungi li diu a Cunningham que mai havia vist als seus veïns tan feliços. Ella li pregunta si li agradaria batejar-la i tots dos comparteixen un moment íntim mentre realitzen el ritu («Baptize Me»). La resta del llogaret també es bateja i els orgullosos missioners celebren la seva unitat amb el poble d'Uganda («I Am Africa»). Paral·lelament, es veu a Price acudint al doctor perquè li extregui el Llibre de Mormó del recte. El general s'assabenta de la conversió dels vilatans i decideix matar-los a tots.
Cunningham troba a un abatut Price ofegant les seves penes en cafè i li demana que almenys mantingui les formes fins a la visita del president de la missió, que ve per a donar-los l'enhorabona pels seus avanços. Price accepta a contracor i es lamenta per tot el que la vida li ha negat («Orlando»).
Nabulungi i els vilatans reben al president de la missió amb una actuació especial sobre la història de Joseph Smith, que inclou totes les invencions de Cunningham («Joseph Smith, American Moses»). Indignat, el president reprèn als mormons per ridiculitzar a l'Església i ordena el tancament de la missió. Adonant-se que els ensenyaments de Cunningham estaven plenes de mentides, Nabulungi maleeix a Déu per les promeses que no es compliran («Hasa Diga Eebowai (Represa)»). De sobte, Price té una revelació i comprèn que el seu company ha donat amb la clau: encara que les escriptures són importants, encara ho és més saber transmetre el missatge i ajudar a la gent («You and Me (But Mostly Me) (Represa)»).
El general arriba i Nabulungi està disposada a sotmetre's a ell. La jove revela als vilatans que les històries de Cunningham no són unes certes i que mai ho tornaran a veure, però protegeix la seva reputació dient que ha estat devorat pels lleons. Per a sorpresa de Nabulungi, els vilatans responen que sempre van saber que els relats de Cunningham eren metàfores i que no calia prendre-se'ls al peu de la lletra. En aquest moment apareix Cunningham flanquejat per Price i els dos missioners aconsegueixen espantar al general fent-li creure que Cunningham ha tornat d'entre els morts. Price reuneix a tots, mormons i ugandesos, i els insta a treballar junts per a construir el seu propi paradís en la terra. Temps després, un exèrcit d'ugandesos acabats de convertir (entre ells el general) està llest per a difondre l'evangeli porta a porta amb un nou llibre escrit per Arnold Cunningham («Tomorrow Is a Latter Day»/«Hello! (Represa)»).

## Produccions
| Producció               | Teatre                  | Data d'estrena         | Data de tancament      | Funcions |
| Broadway                | Eugene O'Neill Theatre  | 24 de març de 2011     | En cartell             | > 5.000  |
| Gira a Amèrica del Nord | Varis                   | 14 d'agost de 2012     | 1 de maig de 2016      |          |
| Gira a Amèrica del Nord | Varis                   | 11 de desembre de 2012 | 11 de març de 2020     |          |
| West End                | Prince of Wales Theatre | 21 de març de 2013     | En cartell             | > 4.000  |
| Gira al Regne Unit      | Varis                   | 6 de juny de 2019      | 26 de novembre de 2022 |          |
| Gira als EUA            | Varis                   | 23 de setembre de 2022 | En cartell             |          |
| Madrid                  | Teatro Calderón         | 10 d'octubre de 2023   | En cartell             | > 500    |
| Gira al Regne Unit      | Varis                   | 11 de setembre de 2024 | En cartell             |          |

Altres produccions
The Book of Mormon s'ha representat en països com Alemanya, Austràlia, el Canadà, Dinamarca, Espanya, els Estats Units, Irlanda, Mèxic, Noruega, Nova Zelanda, Països Baixos, el Regne Unit, Suècia o Suïssa, i ha estat traduït a diversos idiomes diferents. En total acumula més de vint milions d'espectadors a tot el món.
Entre el 20 de novembre i el 8 de desembre de 2019, la segona gira nord-americana va fer una parada en el Centre Cultural de Ciutat de Mèxic, cosa que va suposar el debut de l'espectacle a Amèrica Llatina. Les funcions van ser en anglès, amb subtítols projectats en grans pantalles.

## Números musicals
| Acte I - «Hello!» - «Two by Two» - «You and Me (But Mostly Me)» - «Hasa Diga Eebowai» - «Turn It Off» - «I Am Here for You» - «All-American Prophet» - «Sal Tlay Ka Siti» - «I Am Here for You (Reprise)» † - «Man Up» | Acte II - «Making Things Up Again» - «Spooky Mormon Hell Dream» - «I Believe» - «Baptize Me» - «I Am Africa» - «Orlando» † - «Joseph Smith American Moses» - «Hasa Diga Eebowai (Reprise)» † - «You and Me (But Mostly Me) (Reprise)» † - «Tomorrow Is a Latter Day» †† - «Hello! (Reprise)» †† - «Encore» †† |

† Cançó no inclosa en l'àlbum gravat pel repartiment original de Broadway
†† Aquestes tres cançons apareixen combinades en una única pista en l'àlbum gravat pel repartiment original de Broadway

## Repartiments originals
| Personatge                            | Broadway (2011)   | Gira a Amèrica del Nord (2012) | Gira a Amèrica del Nord (2012) | West End (2013)  | Gira al Regne Unit (2019) | Gira als EUAPlantilla:Esd (2022) | Madrid (2023)  | Gira al Regne Unit (2024) |
| Elder Price                           | Andrew Rannells   | Gavin Creel                    | Nic Rouleau                    | Gavin Creel      | Kevin Clay                | Sam McLellan                     | Jan Buxaderas  | Adam Bailey               |
| Elder Cunningham                      | Josh Gad          | Jared Gertner                  | Ben Platt                      | Jared Gertner    | Conner Peirson            | Sam Nackman                      | Alejandro Mesa | Sam Glen                  |
| Nabulungi                             | Nikki M. James    | Samantha Marie Ware            | Syesha Mercado                 | Alexia Khadime   | Nicole-Lily Baisden       | Berlande                         | Aisha Fay      | Nyah Nish                 |
| Elder McKinley                        | Rory O'Malley     | Grey Henson                    | Pierce Cassedy                 | Stephen Ashfield | Will Hawksworth           | Sean Casey Flanagan              | Nil Carbonell  | Tom Bales                 |
| Mafala Hatimbi                        | Michael Potts     | Kevin Mambo                    | James Vincent Meredith         | Giles Terera     | Ewen Cummins              | Lamont J. Whitaker               | Jimmy Roca     | Kirk Patterson            |
| General                               | Brian Tyree Henry | Derrick Williams               | David Aron Damane              | Chris Jarman     | Thomas Vernal             | Dewight Braxton Jr.              | Leo Parlay     | Rodney Earl Clarke        |
| Joseph Smith / President de la missió | Lewis Cleale      | Mike McGowan                   | Christopher Shyer              | Haydn Oakley     | Johnathan Tweedie         | Trevor Dorner                    | Pablo Raya     | Will Barratt              |

Substituts destacats a Madrid
- Elder Price: Alexandre Ars
- General: Yansel Monagas
- Joseph Smith / president de la missió: Carlos Renedo

## Enregistraments
Fins a la data només s'ha editat l'àlbum gravat per l'elenc original de Broadway, que va sortir a la venda el 17 de maig del 2011 i va arribar al tercer lloc en el Billboard 200.

## Premis i nominacions

### Producció original de Broadway
| Any  | Premi                                 | Categoria                                  | Nominat                               | Resultat  |
| ---- | ------------------------------------- | ------------------------------------------ | ------------------------------------- | --------- |
| 2011 | Tony Award                            | Millor musical                             | Millor musical                        | Guanyador |
| 2011 | Tony Award                            | Millor llibret d'un musical                | Robert Lopez, Trey Parker, Matt Stone | Guanyador |
| 2011 | Tony Award                            | Millor música original                     | Robert Lopez, Trey Parker, Matt Stone | Guanyador |
| 2011 | Tony Award                            | Millor actor en un musical                 | Andrew Rannells                       | Nominat   |
| 2011 | Tony Award                            | Millor actor en un musical                 | Josh Gad                              | Nominat   |
| 2011 | Tony Award                            | Millor actor de repartiment en un musical  | Rory O'Malley                         | Nominat   |
| 2011 | Tony Award                            | Millor actriu de repartiment en un musical | Nikki M. James                        | Guanyador |
| 2011 | Tony Award                            | Millor direcció en un musical              | Casey Nicholaw, Trey Parker           | Guanyador |
| 2011 | Tony Award                            | Millor coreografia                         | Casey Nicholaw                        | Nominat   |
| 2011 | Tony Award                            | Millors orquestracions                     | Larry Hochman, Stephen Oremus         | Guanyador |
| 2011 | Tony Award                            | Millor disseny d'escenografia              | Scott Pask                            | Guanyador |
| 2011 | Tony Award                            | Millor disseny de vestuari                 | Ann Roth                              | Nominat   |
| 2011 | Tony Award                            | Millor disseny d'il·luminació              | Brian MacDevitt                       | Guanyador |
| 2011 | Tony Award                            | Millor disseny de so                       | Brian Ronan                           | Guanyador |
| 2011 | Drama Desk Award                      | Millor musical                             | Millor musical                        | Guanyador |
| 2011 | Drama Desk Award                      | Millors lletres                            | Robert Lopez, Trey Parker, Matt Stone | Guanyador |
| 2011 | Drama Desk Award                      | Millor música                              | Robert Lopez, Trey Parker, Matt Stone | Guanyador |
| 2011 | Drama Desk Award                      | Millor llibret d'un musical                | Robert Lopez, Trey Parker, Matt Stone | Nominat   |
| 2011 | Drama Desk Award                      | Millor actor en un musical                 | Andrew Rannells                       | Nominat   |
| 2011 | Drama Desk Award                      | Millor actor de repartiment en un musical  | Rory O'Malley                         | Nominat   |
| 2011 | Drama Desk Award                      | Millor actriu de repartiment en un musical | Nikki M. James                        | Nominat   |
| 2011 | Drama Desk Award                      | Millor coreografia                         | Casey Nicholaw                        | Nominat   |
| 2011 | Drama Desk Award                      | Millor direcció en un musical              | Casey Nicholaw, Trey Parker           | Guanyador |
| 2011 | Drama Desk Award                      | Millor disseny de vestuari                 | Ann Roth                              | Nominat   |
| 2011 | Drama Desk Award                      | Millor disseny de so en un musical         | Brian Ronan                           | Nominat   |
| 2011 | Drama Desk Award                      | Millors orquestracions                     | Larry Hochman, Stephen Oremus         | Guanyador |
| 2011 | Outer Critics Circle Award            | Millor musical de Broadway nou             | Millor musical de Broadway nou        | Guanyador |
| 2011 | Outer Critics Circle Award            | Millor música nova                         | Trey Parker, Robert Lopez, Matt Stone | Guanyador |
| 2011 | Outer Critics Circle Award            | Millor direcció en un musical              | Casey Nicholaw, Trey Parker           | Guanyador |
| 2011 | Outer Critics Circle Award            | Millor coreografia                         | Casey Nicholaw                        | Nominat   |
| 2011 | Outer Critics Circle Award            | Millor actor en un musical                 | Josh Gad                              | Guanyador |
| 2011 | Outer Critics Circle Award            | Millor actriu en un musical                | Nikki M. James                        | Nominat   |
| 2011 | Nova York Drama Critics' Circle Award | Més ben musical                            | Més ben musical                       | Guanyador |
| 2012 | Grammy Award                          | Millor àlbum de teatre musical             | Millor àlbum de teatre musical        | Guanyador |

### Producció original del West End
| Any  | Premi         | Categoria                                     | Nominat                               | Resultat  |
| ---- | ------------- | --------------------------------------------- | ------------------------------------- | --------- |
| 2014 | Olivier Award | Més ben musical nou                           | Més ben musical nou                   | Guanyador |
| 2014 | Olivier Award | Millor actor en un musical                    | Gavin Creel                           | Guanyador |
| 2014 | Olivier Award | Millor actor en un musical                    | Jared Gertner                         | Nominat   |
| 2014 | Olivier Award | Millor intèrpret de repartiment en un musical | Stephen Ashfield                      | Guanyador |
| 2014 | Olivier Award | Millor coreografia                            | Casey Nicholaw                        | Guanyador |
| 2014 | Olivier Award | Assoliment destacat en música                 | Robert Lopez, Trey Parker, Matt Stone | Nominat   |

### Producció original de Madrid
| Any  | Premi                    | Categoria                           | Nominat                             | Resultat  |
| ---- | ------------------------ | ----------------------------------- | ----------------------------------- | --------- |
| 2024 | Premi Talía              | Millor espectacle de teatre musical | Millor espectacle de teatre musical | Guanyador |
| 2024 | Premi Talía              | Millor actor de teatre musical      | Jan Buxaderas                       | Nominat   |
| 2024 | Premi Talía              | Millor actor de teatre musical      | Alejandro Mesa                      | Guanyador |
| 2024 | Premi del Teatre Musical | Millor musical                      | Millor musical                      | Guanyador |
| 2024 | Premi del Teatre Musical | Millor adreça d'escena              | David Serrano                       | Guanyador |
| 2024 | Premi del Teatre Musical | Millor direcció musical             | Joan Miquel Pérez                   | Nominat   |
| 2024 | Premi del Teatre Musical | Millor coreografia                  | Iker Karrera                        | Nominat   |
| 2024 | Premi del Teatre Musical | Millor escenografia                 | Ricardo Sánchez Cuerda              | Nominat   |
| 2024 | Premi del Teatre Musical | Millor disseny d'il·luminació       | Carlos Torrijos                     | Nominat   |
| 2024 | Premi del Teatre Musical | Millor disseny de so                | Gastón Briski                       | Nominat   |
| 2024 | Premi del Teatre Musical | Millor caracterització              | Esther Redondo                      | Nominat   |
| 2024 | Premi del Teatre Musical | Millor figurinista                  | Ana Llena                           | Nominat   |
| 2024 | Premi del Teatre Musical | Millor actor protagonista           | Alejandro Mesa                      | Guanyador |
| 2024 | Premi del Teatre Musical | Millor actor protagonista           | Jan Buxaderas                       | Nominat   |
| 2024 | Premi del Teatre Musical | Millor actriu de repartiment        | Aisha Fay                           | Nominat   |
| 2024 | Premi del Teatre Musical | Millor actor de repartiment         | Jimmy Roca                          | Nominat   |
| 2024 | Premi del Teatre Musical | Millor actor de repartiment         | Nil Carbonell                       | Guanyador |